# Sephena medova
Sephena medova är en insektsart som beskrevs av Medler 2000. Sephena medova ingår i släktet Sephena och familjen Flatidae. Inga underarter finns listade i Catalogue of Life.